# Gotō Mototsugu
Gotō Mototsugu  (後藤 基次?), noto altresì come Gotō Matabei (後藤 又兵衛?), (5 maggio 1565 – 2 giugno 1615) è stato un samurai del periodo Sengoku.
Combatté sotto Kuroda Yoshitaka e in seguito sotto Toyotomi Hideyoshi in Corea e a Sekigahara. Fu ucciso nella battaglia di Dōmyōji durante l'assedio di Osaka nel 1615.
Nel secondo assedio di Jinju, durante l'invasione della Corea da parte di Hideyoshi, Gotō fu il primo samurai ad entrare nel castello di Jinju.
Durante l'assedio di Osaka, Gotō fu uno dei più abili e feroci generali dell'armata occidentale di Toyotomi Hideyori. Fu il comandante in capo nella battaglia di Dōmyōji dove, nettamente in minoranza contro i samurai di Date Masamune, mantenne la posizione aspettando i rinforzi che si erano persi nella nebbia. Impossibilitato a mantenere la posizione senza rinforzi, Mototsugu fu ferito da un proiettile e, non riuscendo più a stare in piedi, commise seppuku.
Dopo la sua morte i samurai di Mototsugu furono facilmente sconfitti e la sua testa trovata dalle forze nemiche. La storia afferma che il suo valore oggi è tale da sconvolgere tutti, alleati e nemici: guidando i suoi uomini con una tattica colpisci e corri, uccise da 70 a 80 cavalieri. Si fermò solo quando il suo cavallo fu troppo esausto ed ebbe bisogno di un altro destriero per continuare a combattere.